# Natalla Swirydawa
Natalla Wiktarauna Swirydawa-Kalinowska (blr. Наталля Віктараўна Свірыдова-Каліновская; ur. 28 listopada 1977 w Mohylewie) – białoruska biegaczka narciarska, olimpijka.

## Kariera
W sezonie 2001/2002 Swirydawa zdobyła jedyne w swojej karierze punkty – 27 grudnia 2001 roku w Garmisch-Partenkirchen była na 28. miejscu. Z dorobkiem 3 punktów zakończyła sezon i uplasowała się na 96. pozycji.
Wystąpiła na Zimowych Igrzyskach Olimpijskich 2002 w Salt Lake City. W sprincie na 1,5 km zajęła 45. miejsce, a w biegu na 15 km była 40.